# Carolina Wolters
Caroliena Wolters est une joueuse de football néerlandaise née le 30 juillet 1996, évoluant au poste d'attaquant.
Après avoir joué au Standard de Liège, elle évolue maintenant à Achilles '29 (Pays-Bas).

## Palmarès
- Championne de Belgique en 2016 et 2017 avec le Standard de Liège
- Vainqueur de la Coupe de Belgique en 2018 avec le Standard de Liège